# Franck Bonnamour
Franck Bonnamour (Lannion, 20 de junio de 1995) es un ciclista francés que fue profesional entre 2016 y 2024. Es primo de Romain Le Roux.
En febrero de 2024 fue suspendido de manera provisional por la UCI debido a irregularidades en su pasaporte biológico. A finales del siguiente mes de marzo, su equipo por aquel entonces, el Decathlon AG2R La Mondiale Team, le rescindió el contrato. En noviembre de ese mismo año anunció su retirada tras nueve meses gastando dinero en su defensa.

## Palmarés
2013
- Campeonato de Europa en Ruta Junior[4]

2021
- Premio de la combatividad del Tour de Francia [5]

2022
- Polynormande

## Resultados en Grandes Vueltas
| Carrera | Carrera         | 2016 | 2017 | 2018 | 2019 | 2020 | 2021 | 2022 | 2023 |
| ------- | --------------- | ---- | ---- | ---- | ---- | ---- | ---- | ---- | ---- |
|         | Giro de Italia  | —    | —    | —    | —    | —    | —    | —    | —    |
|         | Tour de Francia | —    | —    | —    | —    | —    | 22.º | 65.º | —    |
|         | Vuelta a España | —    | —    | —    | —    | —    | —    | —    | —    |

—: no participa

Ab.: abandono